# 瓦朗坦·阿维
瓦朗坦·阿维（Valentin Haüy，1745年11月13日－1822年3月19日），法國人，「盲人教育之父」。瓦朗坦·阿维的兄弟勒内·朱斯特·阿维，被公認為是現代礦物學的創建者。
1784年，瓦朗坦·阿维在巴黎創建了全世界第一所盲人學校——「皇家青少年盲人學校」。日後發明盲人點字法的路易·布萊葉，即畢業於這所學校。

## 資料來源
- 張文亮，《給活在幽暗裡的人一盞燈－－布萊爾點字法》，和英之友2010.09，關懷視覺障礙兒童專刊，第7頁文章。